# Live at Hammersmith Odeon
Live at Hammersmith Odeon — концертный альбом британской хэви-металической группы Black Sabbath, выпущен 1 мая 2007 года ограниченным тиражом в 5000 копий, мгновенно распроданных. В диск вошли записи с трёх концертов между 31 декабря 1981 и 2 января 1982 года во время тура Mob Rules.

## Об альбоме
На альбоме дебютировали композиции «Country Girl» и «Slipping Away». Хотя указывается, что все композиции были записаны во время британского тура Mob Rules, фанаты, сравнивая с бутлегами, пришли к выводу, что на диске есть часть записи из тура Heaven and Hell. Обложка альбома также взята из тура Heaven and Hell.
Каждая копия этого альбома имеет индивидуальный номер, который был случайным образом присвоен рассылаемым дискам.
Перевыпущен в январе 2011 года ограниченным тиражом в 3000 экземпляров с индивидуальными номерами на трех виниловых дисках. Этот тираж был доступен для заказа только через Metal Club.

## Список композиций

### Оригинальное издание
1. «E5150» (Ronnie James Dio, Tony Iommi, Geezer Butler)
2. «Neon Knights» (2 января 1982) (Dio, Iommi, Butler, Bill Ward)
3. «N.I.B.» (1 января 1982) (Ozzy Osbourne, Iommi, Butler, Ward)
4. «Children of the Sea» (1 января 1982) (Dio, Iommi, Butler, Ward)
5. «Country Girl» (1 января 1982) (Dio, Iommi, Butler)
6. «Black Sabbath» (31 января 1981) (Osbourne, Iommi, Butler, Ward)
7. «War Pigs» (1 января 1982) (Osbourne, Iommi, Butler, Ward)
8. «Slipping Away» (31 декабря 1981) (Dio, Iommi, Butler)
9. «Iron Man» (1 января 1981) (Osbourne, Iommi, Butler, Ward)
10. «The Mob Rules» (31 декабря 1981) (Dio, Iommi, Butler)
11. «Heaven and Hell» (1 января 1982) (Dio, Iommi, Butler, Ward)
12. «Paranoid» (31 декабря 1981) (Osbourne, Iommi, Butler, Ward)
13. «Voodoo» (2 January 1982) (Dio, Iommi, Butler)
14. «Children of the Grave» (31 декабря 1981) (Osbourne, Iommi, Butler, Ward)

### Издание 2011 года
Сторона 1
1. «E5150»
2. «Neon Nights»
3. «N.I.B.»

Сторона 2
1. «Children Of The Sea»
2. «Country Girl»
3. «Black Sabbath»

Сторона 3
1. «War Pigs»
2. «Slipping Away»

Сторона 4
1. «Iron Man»
2. «The Mob Rules»

Сторона 5
1. «Heaven And Hell»

Сторона 6
1. «Paranoid»
2. «Voodoo»
3. «Children Of The Grave»

## Участники записи
- Ронни Джеймс Дио — вокал
- Тони Айомми — электрогитара
- Гизер Батлер — бас-гитара
- Винни Апписи — ударные
- Джефф Николс — клавишные, бэк-вокал